# Tlalocohyla
Genre
Tlalocohyla est un genre d'amphibiens de la famille des Hylidae.

## Répartition
Les cinq espèces de ce genre se rencontrent en Amérique centrale et au Mexique.

## Liste des espèces
Selon Amphibian Species of the World (11 juin 2023) :
- Tlalocohyla celeste (Leenders et Shepack, 2022)
- Tlalocohyla godmani (Günther, 1901)
- Tlalocohyla loquax (Gaige & Stuart, 1934)
- Tlalocohyla picta (Günther, 1901)
- Tlalocohyla smithii (Boulenger, 1902)

## Publication originale
- Faivovich, Haddad, Garcia, Frost, Campbell & Wheeler, 2005 : Systematic review of the frog family Hylidae, with special reference to Hylinae: a phylogenetic analysis and taxonomic revision. Bulletin of the American Museum of Natural History, no 240, p. 1-168 (texte intégral).